# Faith Domergue
Faith Marie Domergue (New Orleans, 16 giugno 1924 – Santa Barbara, 4 aprile 1999) è stata un'attrice statunitense.

## Biografia
Fu attiva prevalentemente in campo cinematografico tra l'inizio degli anni quaranta e la metà degli anni settanta. Complessivamente, partecipò ad una cinquantina di produzioni, tra cinema e televisione, lavorando in produzioni cinematografiche statunitensi, britanniche e italiane. Fu spesso impegnata in film western e di fantascienza e partecipò come guest-star a varie serie televisive degli anni cinquanta e sessanta.
Compagna del miliardario Howard Hughes, si sposò quattro volte: con Ted Stauffer, con il regista Hugo Fregonese, dal quale ebbe due figli; con John Anthony e con Paolo Cossa.

## Filmografia parziale

### Cinema
- Blues in the Night, regia di Anatole Litvak (1941)
- Una giovane vedova (Young Widow), regia di Edwin L. Marin (1946)
- Una rosa bianca per Giulia (Where Danger Lives), regia di John Farrow (1950)
- La vendicatrice (Vendetta), regia di Mel Ferrer (1950)
- Duello al Rio d'argento (The Duel at Silver Creek), regia di Don Siegel (1952)
- Bill West fratello degli indiani (The Great Sioux Uprising), regia di Lloyd Bacon (1953)
- L'amante proibita (This Is My Love), regia di Stuart Heisler (1954)
- Satank, la freccia che uccide (Santa Fe Passage), regia di William Witney (1955)
- Cittadino dello spazio (This Island Earth), regia di Joseph M. Newman (1955)
- Il culto del cobra (Cult of the Cobra), regia di Francis D. Lyon (1955)
- Sette secondi più tardi (Timeslip), regia di Ken Hughes (1955)
- Il mostro dei mari (It Came from Beneath the Sea), regia di Robert Gordon (1955)
- Senza respiro (Soho Incident), regia di Vernon Sewell (1956)
- Il cielo brucia, regia di Giuseppe Masini (1957)
- Selvaggio west (Escort West), regia di Francis D. Lyon (1958)
- Il cavaliere della valle d'oro (California), regia di Hamil Petroff (1962)
- Voyage to the Prehistoric Planet, regia di Pavel Klušancev e Curtis Harrington (1965)
- Track of Thunder, regia di Joseph Kane (1967)
- L'amore breve, regia di Romano Scavolini (1969)
- Una sull'altra, regia di Lucio Fulci (1969)
- Giocatori d'azzardo (The Gamblers), regia di Ron Winston (1970)
- L'uomo dagli occhi di ghiaccio, regia di Alberto De Martino (1971)
- So Evil, My Sister, regia di Reginald Le Borg (1974)
- La notte dei sette assassinii (The House of Seven Corpses), regia di Paul Harrison (1974)
- Amore grande, amore libero, regia di Luigi Perelli (1976)

### Televisione
- Royal Playhouse (Fireside Theatre) – serie TV, 2 episodi (1953-1954)
- Il conte di Montecristo – serie TV, 1 episodio (1955)
- Celebrity Playhouse – serie TV, episodio 1x05 (1955)
- Bourbon Street Beat – serie TV, episodio 1x05 (1959)
- Colt.45 – serie TV, 1 episodio (1959)
- Cheyenne – serie TV, 1 episodio (1959)
- Sugarfoot – serie TV, episodio 2x17 (1959)
- Hawaiian Eye – serie TV, episodi 1x07-3x14 (1959-1961)
- Michael Shayne – serie TV episodio 1x10 (1960)
- Bronco – serie TV, 1 episodio (1960)
- Indirizzo permanente (77 Sunset Strip) – serie TV, episodio 3x17 (1961)
- The Tall Man – serie TV, 1 episodio (1961)
- Lock-Up – serie TV, episodio 2x37 (1961)
- Perry Mason – serie TV, 2 episodi (1961-1963)
- Bonanza – serie TV, 2 episodi (1961-1964)
- Have Gun - Will Travel – serie TV, episodi 6x05-6x31 (1962-1963)
- Combat! – serie TV, 1 episodio (1966)
- Garrison Commando – serie TV, 1 episodio (1968)

## Doppiatrici italiane
- Rosetta Calavetta in Il mostro dei mari, L'amante proibita
- Tina Lattanzi in Duello al Rio d'Argento
- Renata Marini in Cittadino dello spazio[4]
- Maria Pia Di Meo in Selvaggio west[5]